# Новостамбульське гирло
45°20′58″ пн. ш. 29°42′36″ сх. д. / 45.349444444444° пн. ш. 29.71° сх. д.
Новостамбульське гирло — гирло на півдні України в Одеській області.

## Географія
Новостамбульске гирло розташоване на південному заході України, на відстані 600 км на південь від Києва. Воно є частиною басейну річки Дунай.

## Клімат
Клімат помірний. Середня температура 12 °C. Найжаркіший місяць – серпень, температура 24°C, найхолодніший – лютий, температура 0°C. Середня кількість опадів становить 697 міліметрів на рік. Найвологіший місяць – січень, випало 110 міліметрів опадів, а найсухіший – березень, де випало 21 міліметр.